# Gare de Schwindratzheim
Gare de Schwindratzheim vasútállomás Franciaországban, Schwindratzheim településen.

## Vasútvonalak
Az állomást az alábbi vasútvonalak érintik:
- Párizs-Strasbourg-vasútvonal

## Kapcsolódó állomások
A vasútállomáshoz az alábbi állomások vannak a legközelebb:
- Gare de Mommenheim (Gare de Sélestat)
- Gare de Hochfelden (Gare de Saverne)